# (470027) 2006 RC103
(470027) 2006 RC103 est un objet transneptunien faisant partie des cubewanos. 

## Caractéristiques
(470027) 2006 RC103 mesure environ 231 km de diamètre.